# 새벽 1시
<새벽 1시>(One A.M.)는 찰리 채플린이 론 스타 뮤츄얼에서 제작하여 1916년 8월 7일 개봉한 영화이다. 이 영화는 영화에 잠깐 나오는 앨버트 오스틴 빼고는 채플린 혼자서 나오며 줄거리는 한 남자 새벽에 자기 집에서 자려고 가는 것을 담은 것으로 초기 무성영화 답게 줄거리가 별로 없다.

## 캐스팅

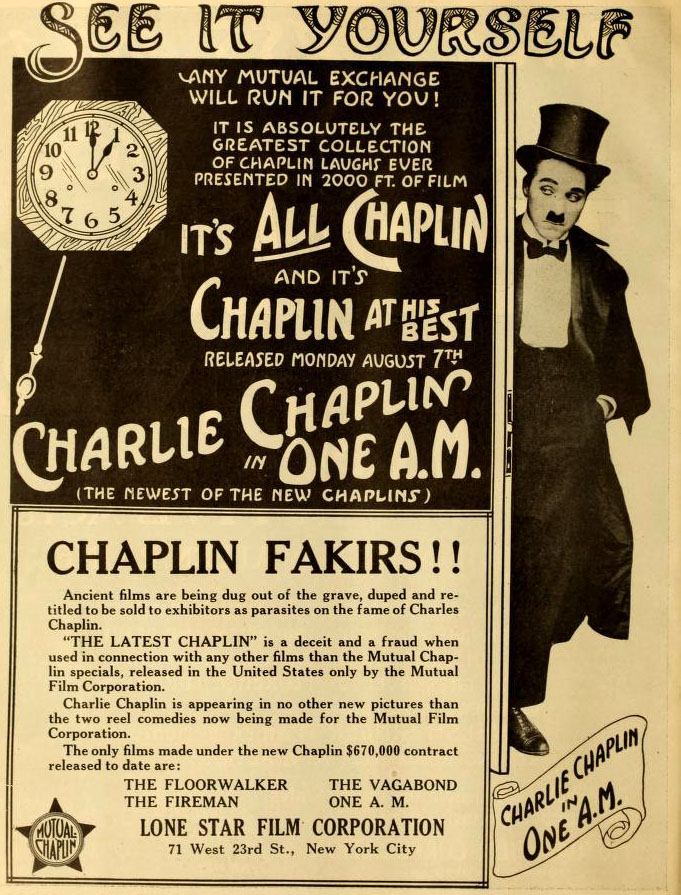

- 찰리 채플린 - 술 취한 남자
- 앨버트 오스틴 - 택시 기사

## 채플린의 영화
- 이전편 : 방랑자
- 다음편 : 백작

## 같이 보기
- 찰리 채플린의 영화 목록